# Ida Annell
Ida Sofia Annell, född 6 april 1865 i Kvarsebo, Östergötland, dödsår saknas, var en svensk konstnär.
Hon var dotter till kyrkoherden August Herman Annell och Hilda Maria Sofia Rothelius, samt från 1894 gift med italienaren Pietro Scoppa och bodde därmed långa perioder i Italien. Annell studerade vid Konstakademin 1888. Efter studierna medverkade hon med landskapsmålningar  i utställningar med Sveriges allmänna konstförening i Örebro och Norrköping. Under första världskriget återvände hon till Sverige och ställde bland annat ut med blomstermålningar på Grand Hotell i Stockholm.